# Glypta stenota
Glypta stenota är en stekelart som beskrevs av Dasch 1988. Glypta stenota ingår i släktet Glypta och familjen brokparasitsteklar. Inga underarter finns listade i Catalogue of Life.